# Мустафа Наїма
Наїма Мустафа (осман. مصطفى نعيما; Muṣṭafā Na'īmā; 1655—1716; 1065—1218 за календарем Хіджри) — чиновник Османської імперії та османський історик, автор хроніки, відомої як «Історія Наїми» (тур. Tarih-i Naima). Часто вважається першим офіційним істориком Османської імперії, хоча ця посада, ймовірно, була створена вже за його наступника, Рашида.

## Біографія
Мустафа Наїма народився в сім'ї яничара в місті Алеппо. Він вступив до двірцевої охорони в Константинополі і тут здобув освіту секретаря. Він піднімався щаблями системи фінансового управління імперії, допоки в результаті палацових інтриг не був висланий на провінційну адміністративну посаду в 1715 році. Як історик, він згадує про прибуття послів від Імперії Великих Моголів: Каїм-Бека, Сеїда Атаулли і Хаджі Ахмад Саїда, посланих Імператором Моголів Шах-Джаханом. Посли були розміщені в сералі Сайвуш-паші.

## «Історія Наїми»
Основна робота Мустафи Наїми — «Гюсейнові городи у витягу історій із заходу та сходу» (осман. روضة الحسين فى خلاصة أخبار الخافقين; Ravḍatü'l-Ḥüseyn fi ḫulāsat-i aḫbāri'l-ḫāfiqayn), також відома як «Історія Наїми». Праця була закінчена в 1704 році і була присвячена великому візиреві Амджазаде Гюсейн-паші. Хроніка розповідає про події з 1591 по 1660 рік.
Довгий час витяги з цього твору потрапляли до українських істориків лише через треті руки — в працях зарубіжних сходознавців. Це були лише нечисленні посилання на Наїму, а не повноцінні переклади з його праці. Між тим хроніка містить величезну кількість маловідомої в Україні інформації про історію України, відносини з Османською імперією, життя Кримського ханства тощо. Один з витягів з «Історії Наїми» вперше став відомим в російському перекладі. Цей розділ літопису присвячений українсько-російській війні 1658—1659 років, а точніше — відомій Конотопській битві і пов'язаними з нею боями, і є описом справжньої баталії. З перших рядків автор розповідає про загальний стан справ в Османській імперії. Трактування тих подій в устах Мустафи Наїми істотно відрізняється від того, що відомо з європейських джерел.
Варто відзначити два моменти з біографії хроніста. Перший — її дослідники припускають, що той був прихильником суфізму і міг належати до ордена Бекташі. Отже, і ставлення хроніста до сусідніх народів не було таким категоричним, строгим, як в ортодоксальної частини тодішньої Османської еліти. Власне, 17 століття позначилося для неї протистоянням двох партій: улемів і яничарів. Саме до останньої і належав літописець.
По-друге, цілком імовірно, що деякі історичні джерела, якими користувався Наїма, пишучи свою хроніку, назавжди втрачені для сучасних дослідників, бо згоріли в середньовічних стамбульських пожежах.

## Видання українською
- Мустафа Наїма. Гюсейнові городи у витягу історій із заходу та сходу (Повідомлення про Україну) / Переклад з османсько-турецької Олександра Галенка та Олеся Кульчинського, студії Олександра Галенка. — Київ: видаництво Жупанського, 2016. — 288 с.